# Henk Groener
Henk Groener (nascido em 29 de setembro de 1960) é um ex-jogador holandês de handebol e treinador desta modalidade.
Disputou duzentos e oito jogos com a seleção holandesa, marcando quinhentos e dezenove gols. De 2002 a 2006 atuou como técnico da equipe holandesa e, desde 2009, treina a seleção feminina. Com esta equipe, Henk se classificou para o Campeonato Mundial de Handebol Feminino de 2011, 2013 e 2015. A seleção holandesa também se classificou para os Jogos Olímpicos do Rio de Janeiro 2016, onde terminou na quarta posição. Após os Jogos, Henk deixou a equipe.